# Al-Manshiyya (Jénine)
Pour les articles homonymes, voir Al-Manshiyya.
Al-Manshiyya, en arabe : المنشية, est un village du gouvernorat de Jénine en Palestine, dans le nord de la Cisjordanie. Selon le recensement du Bureau central palestinien des statistiques, la localité compte une population de 156 habitants en 2006.